# Албазинский сельсовет (Завитинский район)
Албази́нский сельсове́т — упразднённое муниципальное образование со статусом сельского поселения в составе Завитинского района Амурской области. 
Административный центр — село Албазинка.

## История
10 ноября 2005 года в соответствии с Законом Амурской области № 88-ОЗ муниципальное образование наделено статусом сельского поселения.
Упразднён в январе 2021 года в связи с преобразованием муниципального района в муниципальный округ.

## Население
| 2002 | 2010 | 2011 | 2012 | 2013 | 2014 | 2015 |
| ---- | ---- | ---- | ---- | ---- | ---- | ---- |
| 435  | ↘298 | ↘295 | ↘283 | ↘270 | ↘258 | ↘247 |
| 2016 | 2017 | 2018 |      |      |      |      |
| ↘233 | ↘221 | ↘207 |      |      |      |      |

## Состав сельского поселения
| № | Населённый пункт | Тип населённого пункта       | Население |
| - | ---------------- | ---------------------------- | --------- |
| 1 | Албазинка        | село, административный центр | ↘179      |
| 2 | Платово          | село                         | ↘28       |